# Ángel Vargas (Tangosänger)

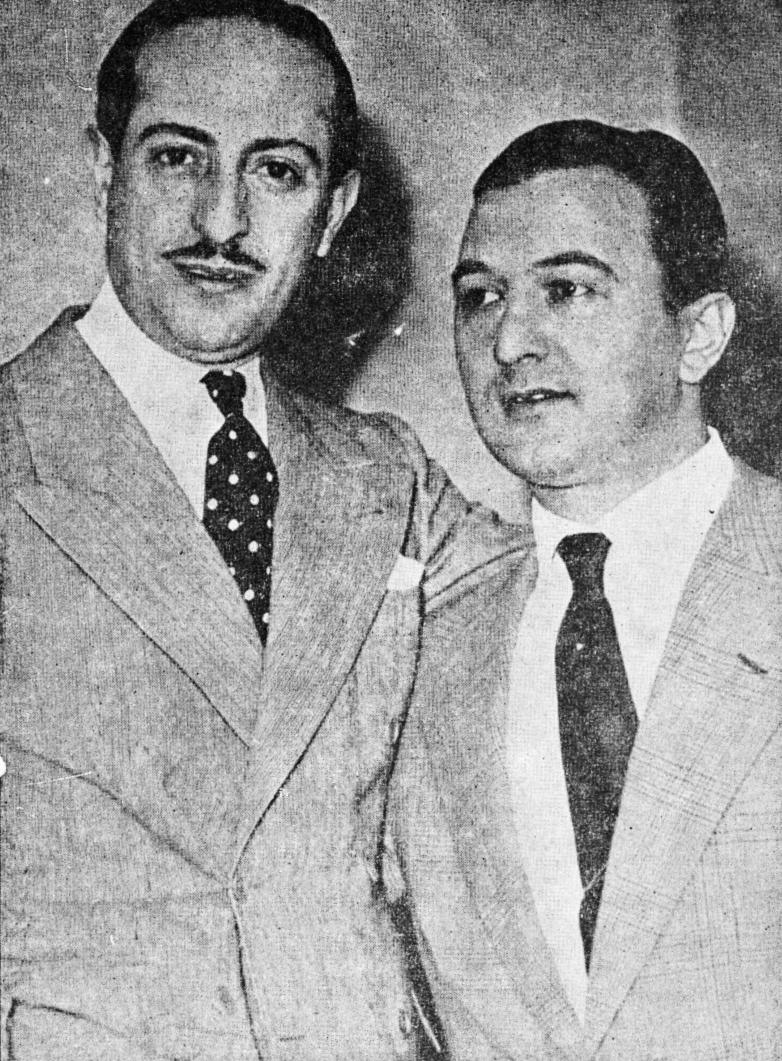
Ángel Vargas mit Ángel D'Agostino

Ángel Vargas (José Ángel Lomio; * 22. Oktober 1904 in Buenos Aires; † 7. Juli 1959) war ein argentinischer Tangosänger, -dichter und -komponist.

## Leben
Vargas begann seine musikalische Laufbahn Anfang der 1930er Jahre mit dem Orchester Augusto Pedro Bertos unter dem Pseudonym Carlos Vargas. 1932 hatte er einige Auftritte mit Angel D’Agostino. José Luis Padula engagierte ihn 1935 und nahm mit ihm den Tango Brindemos compañero und die Ranchera Ñata linda auf. 1938 agierte er einige Male als Refrainsänger (estribillista) des Orquesta Típica Victor. Im Folgejahr nahm er zwei Tangos mit Gitarrenbegleitung auf.
Von 1940 bis 1946 war er Mitglied des Orchesters Angel D'Agostinos, mit dem er seine größten Hits hatte und 94 Aufnahmen produzierte. Danach trat er als Solist mit einem eigenen Orchester auf, das nacheinander von Eduardo Del Piano, Armando Lacava, Edelmiro D'Amario, Luis Stazo und José Libertella geleitet wurde, und mit dem er weitere 86 Titel aufnahm. Eine Reihe von Aufnahmen entstand auch mit dem Trio Alejandro Scarpinos.

## Aufnahmen
- Brindemos compañero
- Ñata linda
- No aflojés
- Tres esquinas
- Ninguna
- Muchacho
- Esquinas porteñas
- Ya no cantas chingolo (Chingolito) (von Antonio Scatasso und Edmundo Bianchi, Duo mit seinem Bruder Amadeo Lomio)